# 車椅子レクダンス
車椅子レクダンス（くるまいすレクダンス）は、車椅子使用者と非使用者双方が互いにダンスを通じて楽しむレクリエーションで、日本で誕生した社会福祉活動の1つである。

## 概要
ダンスといってもその技巧を競うことはない。社交ダンスもおこなわれているが多くは相手を順次代わるフォークダンス形式である。車椅子は一般用のものを用いる。
ダンスに使用される曲はポピュラーで多くの人になじみのある曲が主体である。振り付けは車椅子使用者も一緒にできるよう両手の動きや車椅子の前進、後退、回転を活かしている。
障害の有無にかかわらず一緒に楽しむことが重要であり楽しく笑顔で踊ることが大切とされている。

## 歴史
活動の中心となっているのは全国組織、特定非営利活動法人 車椅子レクダンス普及会である。同法人は高齢者や障がいのある人たちが健常者と同じように楽しめる社会環境を実現することをミッションとしている。
- 1995年 黒木実馬（現「車椅子レクダンス普及会」理事長）により創案された。
- 1999年 「車椅子社交ダンス普及会」としてNPO法人認証
- 2005年 「車椅子レクダンス普及会」と名称変更
- 2010年 日本レクリエーション協会で福祉レクリエーション専門の団体として「種目団体」に登録された。

## おもな活動
- 2010年末で46都道府県（未普及は和歌山県）に368支部があり、それぞれの地域で高齢者施設や障害者施設の慰問等のボランティア活動がおこなわれている。
- 毎年、全国大会が「ふれあいフェスティバル」という呼称で各地で開催されている。
  - 2009年は新潟県長岡市、2010年は沖縄県金武町で開催された。
  - 2011年は三重県亀山市で予定されている。
- 2001年8月 韓国戦争記念館に白善燁大将軍を訪問、韓国小児麻痺協会正立会館で交流会を実施する。
- 2005年12月 韓国安山１大学生受け入れ福岡で教育する。
- 2007年9月 韓国安山１大学で養成講座を実施、韓国小児麻痺協会正立会館で養成講座、交流会実施する。
- 2008年9月 日韓交流大会、韓国ソウル正立会館で実施、参加約350名
- 2009年9月 韓国ソウル訪問、韓国における指導体制確立し車椅子レクダンスの日韓交流が定着する。